# Catharina Espmark
Catharina Espmark, född 27 juli 1965, är en svensk jurist, ämbetsman och socialdemokratisk politiker.
Espmark har juristexamen från Stockholms universitet. Hon var notarie vid Uppsala tingsrätt och Länskronofogdemyndigheten i Stockholm 1991–1993 och därefter biträdande jurist och sedermera advokat vid Sju Advokater 1993–2001.
Hon var 2001–2006 politiskt sakkunnig och sedermera planeringschef på Justitiedepartemenet under den socialdemokratiske justitieministern Thomas Bodström. Hon var sedan anställd på Polismyndigheten i Stockholms län 2007–2014, till en början som administrativ chef, från 2011 som HR-chef och från 2012 som personaldirektör.
Hon var mellan oktober 2014 och oktober 2022 statssekreterare på Justitiedepartementet för justitieminister Morgan Johansson. Till hennes ansvarsområde hörde grundlagarna, domstolsväsendet, straffrätt, civilrätt, processrätt, brottsförebyggande frågor, kriminalvården och brottsofferfrågor. Sedan april 2023 är hon generalsekreterare för Svenska gymnastikförbundet.
Hon är dotter till Kjell Espmark.